# 佐々木嘉太郎 (2代)

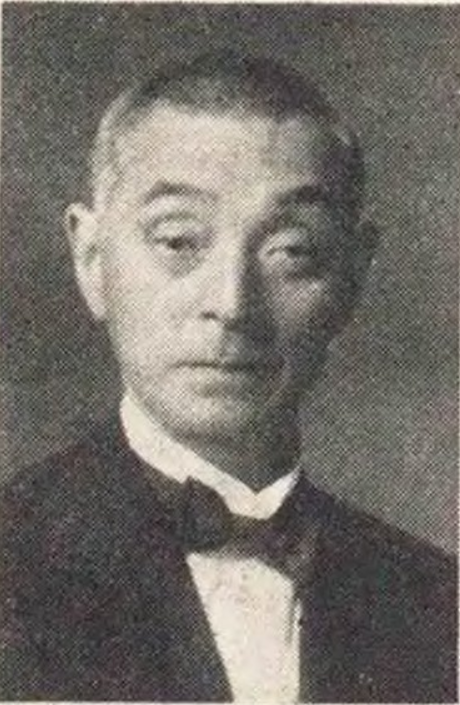
2代 佐々木嘉太郎

2代 佐々木 嘉太郎（ささき かたろう、前名・嘉造、1879年〈明治12年〉5月27日 - 1961年〈昭和36年〉10月21日）は、日本の商人（呉服商）、青森県多額納税者、政治家（貴族院多額納税者議員）、実業家、銀行家。青森銀行頭取。津軽鉄道顧問。「布嘉」佐々木家3代目。

## 経歴
青森県北津軽郡五所川原村（五所川原町を経て現五所川原市）に生まれる。佐々木眞平の長男。初代・佐々木嘉太郎の孫。早逝した2代目の跡を継ぐ。呉服商を営む。1915年（大正4年）、五所川原町会議員に当選。
1918年（大正7年）には青森銀行頭取を兼ねて佐々木銀行を設立した。呉服屋稼業から金融業へと「布嘉」の看板を掛けかえた。ほか、陸奥鉄道社長、津軽鉄道取締役などを歴任した。
1939年（昭和14年）、青森県多額納税者として貴族院議員に互選され研究会に所属、同年9月29日から1947年（昭和22年）5月2日の貴族院廃止まで在任した。日本赤十字社評議員、同青森支部商議員を務めた。

## 人物
1914年、家督を相続。趣味は骨董、書画、読書。宗教は曹洞宗。『大正人名辞典』によれば「資産は土地、株券を主とし、その他貸金、家屋等を併せて二百万円を超え、方今納税額一万三千余円を納む」という。住所は青森県五所川原市。

## 家族・親族
佐々木家
- 祖父・初代嘉太郎（1841年 - 1914年、青森平民[2]、呉服商、大地主、貴族院多額納税者議員）
- 父・眞平[7]（早くに死亡[11]）
- 母・りせ（1864年 - ?、祖父・嘉太郎の長女）[7]
- 弟
  - 哲造[7]（1886年 - ?、五所川原町長）
  - 彦造（1895年 - ?）[7]
- 妹[1]
- 妻・さかへ（1889年 - ?、静岡、田中文蔵の叔母、兄は参議院議長 佐藤尚武)[1][2][7]
- 長男・彰造（1902年 - ?、地主[6]、佐々木銀行頭取[1]）
  - 同妻・貞（1908年 - ?、青森、渡邊佐助の二女）[1]
  - 同長男・誠造（1932年 - ?）[6][1]
- 四男[6]あるいは三男[1]・茂弌（1912年 - ?）
  - 同妻・良（1915年 - ?、青森、飯塚良三の長女）[1]
- 男（1919年 - ?）[1]
- 七男[6]
- 八男[6]
- 長女・ひで（1908年 - ?）[2]
- 二女[1]
- 四女（東京、日本銀行総裁前川春雄の妻）[8]
- 孫[1]